# MTV Europe Music Awards 2003
Dziesiąte rozdanie nagród MTV Europe Music Awards odbyło się 6 listopada 2003 roku w Edynburgu. Miejscem ceremonii był Ocean Terminal i Princes Street Gardens. Gospodarzem była amerykańska piosenkarka Christina Aguilera.

## Zwycięzcy

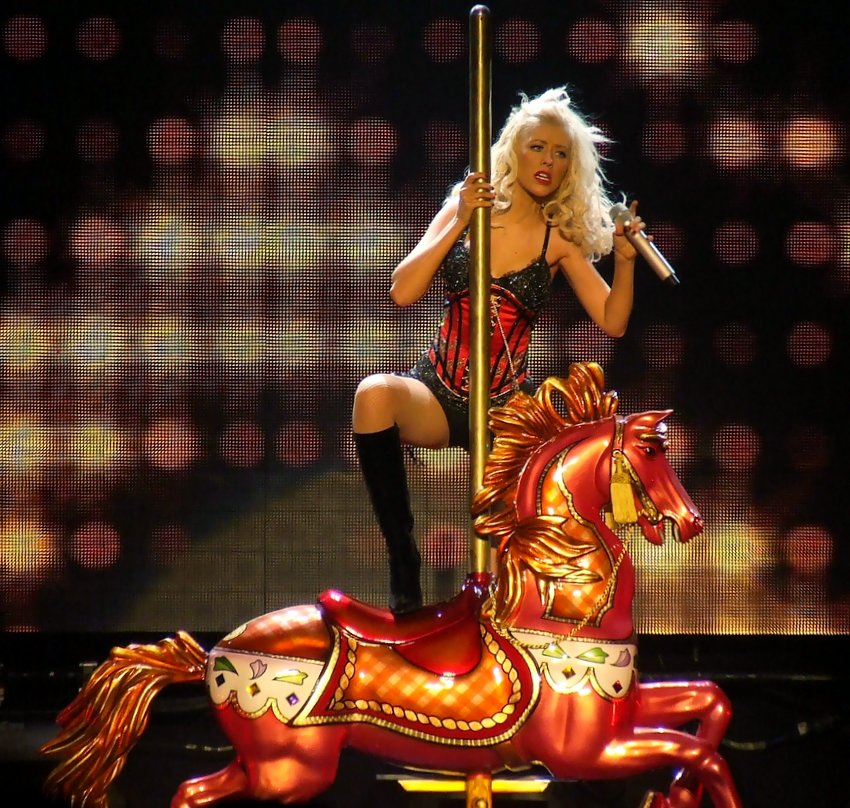
Prowadząca ceremonię w 2003 roku: Christina Aguilera

- Najlepszy wokalista: Justin Timberlake
- Najlepsza wokalistka: Christina Aguilera
- Najlepszy zespół: Coldplay
- Najlepszy wykonawca pop: Justin Timberlake
- Najlepszy wykonawca rock: The White Stripes
- Najlepszy wykonawca R&B: Beyoncé Knowles
- Najlepszy wykonawca Hip Hop: Eminem
- Najlepszy wykonawca dance: Panjabi MC
- Nagroda internetowa: Goldfrapp www.goldfrapp.co.uk
- Najlepsza piosenka: Beyoncé Knowles featuring Jay-Z, Crazy in Love
- Najlepszy teledysk: Sigur Rós, Untitled #1
- Najlepszy album: Justin Timberlake, Justified
- Najlepszy debiut:  Sean Paul
- Najlepszy wykonawca holenderski: Tiesto
- Najlepszy wykonawca francuski: KYO
- Najlepszy wykonawca niemiecki: Die Ärzte
- Najlepszy wykonawca włoski: Gemelli Diversi
- Najlepszy wykonawca nordycki: The Rasmus
- Najlepszy wykonawca polski: Myslovitz
- Najlepszy wykonawca portugalski: Blind Zero
- Najlepszy wykonawca rumuński: AB4
- Najlepszy wykonawca rosyjski: Glucoza
- Najlepszy wykonawca hiszpański: El Canto del Loco
- Najlepszy alternatywny wykonawca MTV2 – brytyjski & irlandzki: The Darkness